# 松木幹夫
松木 幹夫（まつき みきお、1947年5月17日 - ）は、日本の政治家、元福井県あわら市長（1期）。

## 来歴
金沢大学卒。三国芦原金津青年会議所理事長、芦原三国ライオンズクラブ会長、坂井郡金津町議会議員（2期）などを経て、2000年、金津町長に当選。金津町は近隣の芦原町と合併を進め、2004年にあわら市が発足。発足後の市長選挙に立候補し、無投票で当選し、初代市長となった。市長在職中、市内の中学校の統合問題を進めていたが、市民から反対運動が起き、任期途中の2007年に市長を辞職し、市長選挙に立候補したが、統合反対の元市議の橋本達也に400票差で敗れた。